# María Luisa Calle
María Luisa Calle Wlliams (ur. 2 października 1968 w Medellín) – kolumbijska kolarka torowa i szosowa, brązowa medalistka olimpijska i mistrzyni świata w kolarstwie torowym.

## Kariera
Pierwszy sukces María Luisa Calle osiągnęła w 1999 roku, kiedy na została mistrzynią kraju w kolarstwie szosowym. W tym samym roku na igrzyskach panamerykańskich w kanadyjskim Winnipeg była trzecia w wyścigu punktowym, a w indywidualnym wyścigu na dochodzenie zdobyła srebrny medal. Rok później wystąpiła na igrzyskach olimpijskich w Sydney, gdzie w indywidualnym wyścigu szosowym była jedenasta, a w wyścigu na dochodzenie uplasowała się jedną pozycję niżej. Na igrzyskach olimpijskich w Atenach w 2004 roku zdobyła brązowy medal w wyścigu punktowym, ulegając tylko Rosjance Oldze Slusariewej oraz Meksykance Belem Guerrero. Kolumbijce pierwotnie odebrano medal po tym, jak w jej krwi wykryto heptaminol. Ostatecznie jednak stwierdzono, że wyniki testu były błędne i Calle zwrócono medal. María Luisa jest pierwszą reprezentantką swego kraju, która zdobyła medal olimpijski w kolarstwie.
Swój największy sukces osiągnęła na mistrzostwach świata w Bordeaux w 2006 roku, gdzie zwyciężyła w scratchu, wyprzedzając Kanadyjkę Ginę Grain i Olgę Slusariewą. Rok później była najlepsza w wyścigu na dochodzenie podczas igrzysk panamerykańskich w Rio de Janeiro. Zdobyła tam także srebrny medal w wyścigu punktowym. Blisko kolejnego medalu była podczas igrzysk olimpijskich w Pekinie w 2008 roku, jednak ostatecznie w wyścigu punktowym była czwarta, przegrywając walkę o podium z Hiszpanką Leire Olaberrią. Ponadto na igrzyskach panamerykańskich w Guadalajarze w 2011 roku Calle, która miała wówczas 43 lata, wywalczyła złoty medal w jeździe indywidualnej na czas.